# Фернандес, Хосе
Хосе Луис Фернандес Гарсия (исп. José Luis Fernández García; 3 мая 1954, Португалете) — испанский шахматист, гроссмейстер (1986).
Чемпион Испании 1989 года.
В составе команды Испании участник 6-и Олимпиад (1982—1992), в том числе в 1986 — на 1-й доске.
Лучшие результаты в международных соревнованиях: Санто-Доминго (1975) — 2-е; Мехико (1978) — 2-е; Барселона (1979) — 2—3-е, 1983 — 3—4-е, 1985 (зональный турнир ФИДЕ) — 1—2-е; Аликанте (1981) — 2—4-е; Вильяхойоса (1982) — 1-е; Сан-Себастьян (1982 и 1984) — 1—2-е; Юрмала (1983) — 4-е; Медина-дель-Кампо (1984) — 3—4-е; Торремолинос (1985) — 1—3-е; Гавана (1986; февраль — март) — 1—2-е; Португалете (1986) — 3—5-е; Лас-Пальмас (1987) — 3-е; Линарес (1987) — 2—5-е; Саламанка (1987) — 4-е места.

## Изменения рейтинга
| Графики недоступны из-за технических проблем. См. информацию на Фабрикаторе и на mediawiki.org. |